# Giovanni Battista Benaschi
Giovanni Battista Benaschi (ou Beinaschi)  (né en 1636 à Fossano, dans la province de Coni au Piémont et mort à Naples le 23 septembre 1688) est un peintre italien baroque du XVIIe siècle.

## Biographie

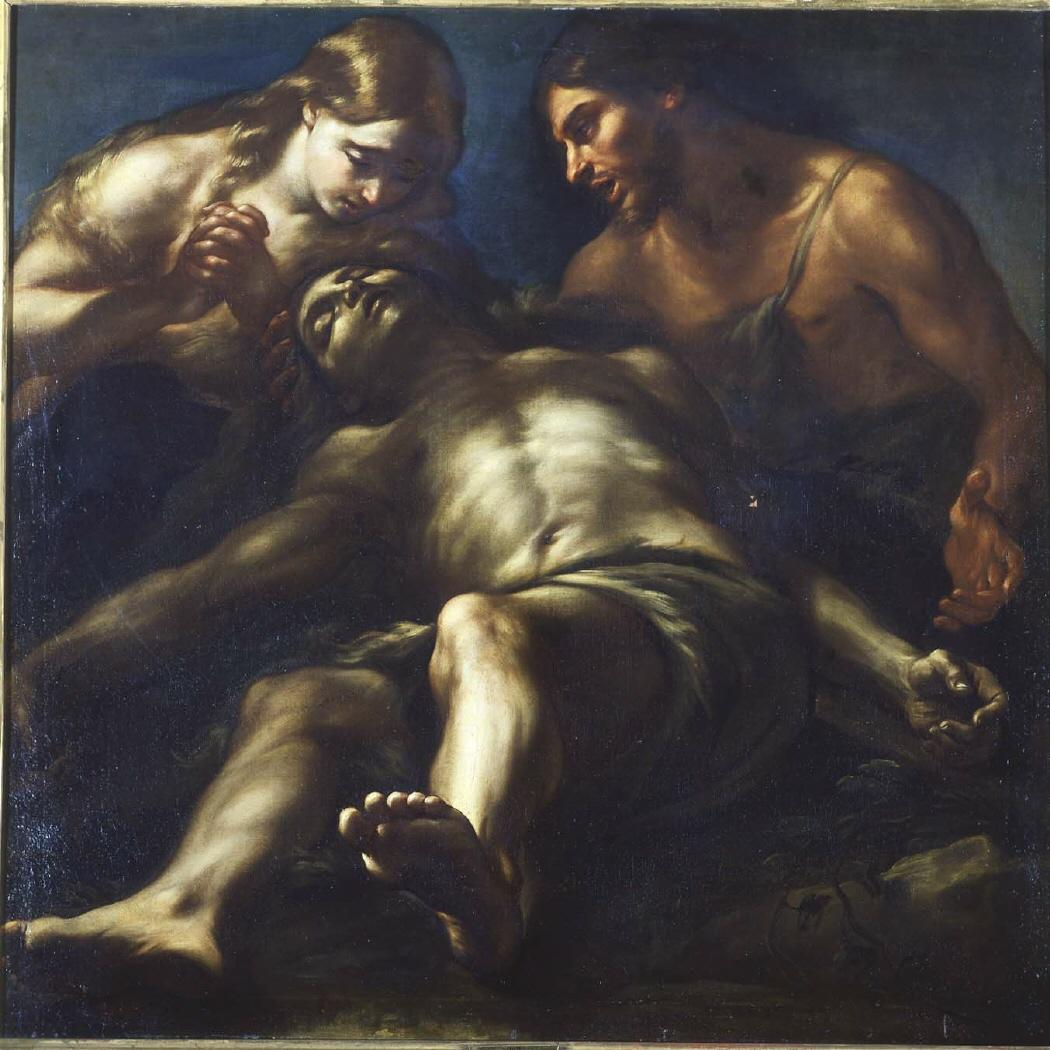
La Déploration d'Abel, Real Academia de Bellas Artes de San Fernando (Madrid).

Il est marqué par l'œuvre de Giovanni Lanfranco. De 1664 à 1672, il vit à Naples où il réalise des fresques pour l'église San Nicola alla Dagona (fresques aujourd'hui détruites) et pour Santa  Maria degli Angeli a Pizzofalcone. En 1676, après un passage à Rome, il revient définitivement à Naples.

## Œuvres
En Italie:
- À Naples :
  - Fresques des arcs de la nef représentant des saints pour l'église des Oratoriens (Girolamini), 1681
  - Saint Côme, Saint Damien, chapelle Saint-Georges de l'église des Oratoriens de Naples
  - Fresque de la voûte de la sacristie de l'église des Oratoriens de Naples représentant Saint Philippe Néri en gloire

- À Rome :
  - Fresques allégoriques dans une chapelle de la basilique Santi Ambrogio e Carlo al Corso, 1676, sous la direction de Giacinto Brandi[1].
  - Oratoire de l'archiconfraternité de Santa Maria del Suffragio
  - San Bonaventura al Palatino
  - Église de Santa Maria del Suffragio

Dans d'autres pays :
En Espagne :
- Real Academia de Bellas Artes de San Fernando de Madrid ;
  - La Déploration d'Abel, huile sur toile.

Aux États-Unis :
- Fine Arts Museums of San Francisco :
  - La Sainte Famille avec des anges (d'après une œuvre de Giovanni Domenico Cerrini), 1652

En France :
- Musée des beaux-arts de Caen
  - Tête de vieillard, huile sur toile, 56 x 49.5 cm.

- Musée d'arts de Nantes :
  - Josué arrêtant le soleil, vers 1670, huile sur toile, 132 × 269 cm[2].

- Musée du Louvre :
  - Le Christ aux outrages, vers 1680-1688, huile sur toile, 120 x 170 cm[3].

- Musée des Augustins de Toulouse : 
  - Le Couronnement de la Vierge, vers 1651-1700, huile sur toile, 70 x 74 cm[4].

### Dessins
- L'Adoration au veau d'or, pierre noire, plume et encre brune rehaussée de gouache blanche sur deux feuilles de papier assemblées, H. 0,353 ; L. 0,572[5]. Paris, Beaux-Arts[6]. Ce dessin représente une danse effrénée des hébreux au premier plan dans un dynamisme ouvertement baroque. Cette foule d'adorateurs présente des attitudes très variées suivant une composition complexe laissant peu de place au paysage. L'Adoration au veau d'or de Poussin en est la principale source d'inspiration.